# Ester Workel
Ester Workel, nizozemska veslačica, * 18. marec 1975, Enschede.
Worklova je nizozemska krmarka, ki je za Nizozemsko nastopila na Poletnih olimpijskih igrah 2004, Poletnih olimpijskih igrah 2008.
Osmerec, katerega krmarka je bila je v Atenah, je tam osvojil bronasto medaljo. Bronasto medaljo je osvojil tudi na Svetovnem prvenstvu 2005 v Gifuju. Leta 2007 je čoln osvojil sedmo mesto na svetovnem prvenstvu. Istega leta je čoln osvojil tretje mesto na dveh tekmah Svetovnega pokala v Luzernu in v Linzu, na tekmi v Amsterdamu pa je osvojil prvo mesto.
Na olimpijadi v Pekingu leta 2008 je bila spet krmarka v osmercu. Z veslačicami Femke Dekker, Annemiek de Haan, Roline Repelaer van Driel, Nienke Kingma, Sarah Siegelaar, Marlies Smulders, Helen Tanger ter Annemarieke van Rumpt je osvojila srebrno medaljo.